# Neoexpressionisme
El neoexpressionisme és un estil pictòric que va emergir cap a finals dels setanta del segle XX i va dominar el mercat artístic fins a mitjan anys vuitanta. S'inspira en l'obra dels pintors expressionistes alemanys Emil Nolde, Max Beckmann, George Grosz i altres artistes com ara James Ensor i Edvard Munch.
A Alemanya sovint s'anomenava els neoexpressionistes Junge Wilde o Neue Wilde ('Els nous salvatges'; "Nous Fauves" s'adaptaria millor al significat del terme), a Itàlia l'estil es va identificar amb el nom de Transavantguarda (més enllà de l'Avantguarda) i a França amb el de Figuration Libre. Es caracteritza per una subjectivitat intensa i un maneig rude dels materials, els colors i el volum.

## Història
El neoexpressionisme es va desenvolupar com a reacció contra l'art conceptual i l'art minimal dels anys setanta. Els pintors neoexpressionistes van tornar a retratar objectes recognoscibles, com el cos humà (encara que de vegades d'una manera abstracta), d'una manera tosca i violentament emocional, sovint utilitzant colors vius. Els primers anys també representaven motius urbans, reprenent les solucions de la pintura expressionista i amb un llenguatge ple de gestos espontanis i exaltats. En tots els casos, l'objectiu era crear una imatgeria personal i simbolica.
S'inspirava obertament en els pintors expressionistes alemanys, com Emil Nolde, Max Beckmann, George Grosz, Ernst Ludwig Kirchner, James Ensor i Edvard Munch. Alguns d'aquests pintors, com Albert Oehlen, Martin Kippenberger, Werner Büttner i Georg Herold, van desmitificar i mantenir una posició desmitificadora i una actitud agitadora respecte de la represa de l'expressionisme pictòric.
El moviment va prendre una dimensió internacional sobretot arran de la Biennal de Venècia de l'any 1980, on es va materialitzar la transvanguarda italiana amb artistes com Sandro Chia, Francesco Clemente, Fernando Leal Audirac o Mimmo Paladino. El retorn a la figuració d'aquests pintors estava a cavall de la subjectivitat de l'expressionisme i la tradició pictòrica, en oposició a la l'abstracció, l'art conceptual i la desmaterialització. Es va estendre també a França, sota el nom Figuration Libre, iniciat pel pintor Robert Combas. A Espanya va estar en mans de pintors com Jorge Rando, Ricardo Pecharromán o José María Sicília i a Ucraïna va estar representat per Oleg Golosiy i Vasyl Ryabchenko.
En el món angloamericà, termes com Bad Painting, New Image Painting o Wild Style es van manifestar com a moviments contraris a l'art conceptual. El neoexpressionisme també s'ha relacionat amb la pintura d'abstracció lírica nord-americana dels anys 60 i 70, el moviment The Hairy Who de Chicago, l'escola figurativa de l'àrea de la badia dels anys 50 i 60, la continuació de l'expressionisme abstracte o la pintura pop. New Image Painting és un terme vague de finals de la dècada de 1970 aplicat als pintors que empraven un estil figuratiu estricte amb imatges de dibuixos animats i un maneig abrasiu a causa del neoexpressionisme. La denominació New Image Painting es va donar a conèixer en una exposició de 1978 que es va presentar al Whitney Museum i Wild Style, sorgit cap al 1980, va representar una continuació conceptual del fauvisme europeu i la van emprar sobretot els pintors de l'escena del graffiti de Nova York.

### Neoexpressionisme alemany
En oposició a l’abstracció que es va generalitzar després de la Segona Guerra Mundial, en la qual els artistes alemanys simplement van seguir l’estela de les avantguardes, com l'informalisme francès o l'expressionisme abstracte nord-americà, els artistes dels anys seixanta, setanta i vuitanta van retornar a la tradició cultural alemanya, però també a l’expressionisme de l’avantguarda artística. Davant del que ells considaven un art impersonal, els neoexpressionistes van centrar-se en recuperar la figuració i els seus propis signes d’identitat i van girar els ulls cap a l’expressionisme alemany de principis del segle xx. Alhora, reafirmaven la dimensió individual i la personalitat de l’artista.
Els seus primers treballs en aquesta línia es van gestar als anys seixanta, quan alguns d’ells eren encara estudiants en els centres de creació de Berlín i Düsseldorf. A aquesta primera generació de neoexpressionistes, nascuda abans de la Segona Guerra Mundial i formada en bona part per artistes procedents de la República Democràtica Alemanya, pertanyien els pintors Gerhard Richter i Sigmar Polke, que havien estudiat a la Künstakademie de Düsseldorf. A Berlín destacaven Georg Baselitz, Markus Lüpertz i Karl Horst Hödicke. Les seves obres van treballar aspectes existencials i d’identitat.
El neoexpressionisme alemany es va assentar als anys vuitanta, sobretot a partir de la Documenta 7 de Kassel i l’exposició Zeitgeist del 1982. Aquesta segona generació de neoexpressionistes estava formada per artistes nascuts durant la postguerra i la van protagonitzar els artistes dels grups Neue Wilde de Berlín (els «nous salvatges» o «nous fauves») i Mühlheimer Freiheit de Colònia, així com pels artistes polítics d'Hamburg. Els pintors berlinesos es van agrupar al voltant de la galeria Moritzplatz, fundada i gestionada per ells mateixos. Rainer Fetting, Salomé, Helmut Middendorf i Bernd Zimmer, van fer una pintura impulsiva i violenta, instintiva, que preconitzava el «jo», però també es van expressar a través de performances i filmacions en super-8. Els artistes de Colònia, com Jiri Georg Dokoupil o Walter Dahn, van prendre el nom del carrer on eren els seus estudis i també van pintar obres des de la subjectivitat i la rebel·lia, amb una voluntat de marginalitat propera al punk. En canvi, a Hamburg els artistes, amb Albert Oehlen al capdavant, van optar per obres amb un rerefons més polític i social.

## Pintors neoexpressionistes d'arreu

### Alemanya
- Georg Baselitz (considerat sovint el principal desenvolupador de l'estil)
- W. Büttner
- Walter Dahn
- Jiri Georg Dokoupil
- Rainer Fetting
- Barbara Heinisch
- Karl Horst Hödicke
- Jörg Immendorff
- Anselm Kiefer
- Bernd Koberling
- Markus Lüpertz
- Helmut Middendorf
- A. R. Penk
- Sigmar Polke
- Gerhard Richter
- Salomé (Wolfang Cilarz)
- Bernd Zimmer

### Espanya
- Ricardo Pecharromán
- Jorge Rando
- José María Sicília

### Estats Units
- Jean-Michel Basquiat
- Chuck Connelly
- Ronnie Cutrone
- Eric Fischl
- Keith Haring
- David Salle
- Kenny Scharf
- Julian Schnabel

### França
- Rémi Blanchard
- Robert Combas
- Jacques Grinberg
- Hervé Di Rosa
- René Marcil

### Itàlia
- Francesco Clemente
- Sandro Chia
- Enzo Cucchi
- Fernando Leal Audirac
- Mimmo Paladino

### Anglaterra
- David Hockney
- Frank Auerbach
- Leon Kossoff

### Països Baixos
- Menno Baars

### Sud-àfrica
- Marlene Dumas

### Països Catalans
- Miquel Barceló
- Peris Carbonell
- Ferran Garcia Sevilla
- José Luís Pascual
- Joan Pere Viladecans

### Austràlia
- George Gittoes